# Clorito

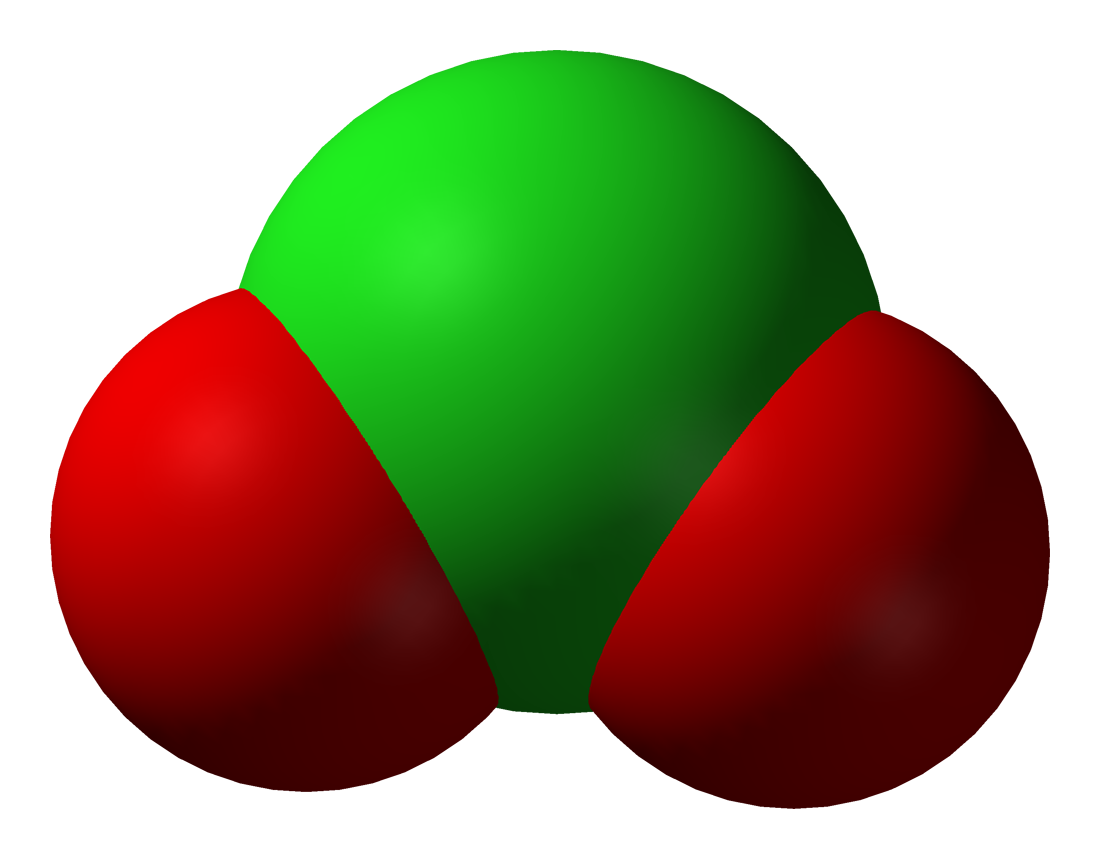
El ion clorito.

El ion clorito es un oxoanión de fórmula ClO2−. Asimismo, un clorito (compuesto) es un compuesto que contiene este grupo, con el cloro en estado de oxidación +3. Los cloritos también son conocidos como sales del ácido cloroso.

## Estados de oxidación
El cloro puede asumir los estados de oxidación de −1, +1, +3, +5, o +7 dentro de los aniones correspondientes Cl−, ClO−, ClO2−, ClO3−, y ClO4−, respectivamente, conocidos comúnmente como cloruro, hipoclorito, clorito, clorato, y perclorato.
| Estado de oxidación | −1             | +1                 | +3             | +5             | +7                |
| Anión Nombre        | cloruro        | hipoclorito        | clorito        | clorato        | perclorato        |
| Fórmula             | Cl-            | ClO−               | ClO2−          | ClO3−          | ClO4−             |
| estructura          | El ion cloruro | El ion hipoclorito | El ion clorito | El ion clorato | El ion perclorato |

## Algunos compuestos con el ion clorito
- clorito de sodio, NaClO2
- clorito de magnesio, Mg(ClO2)2

## Fabricación

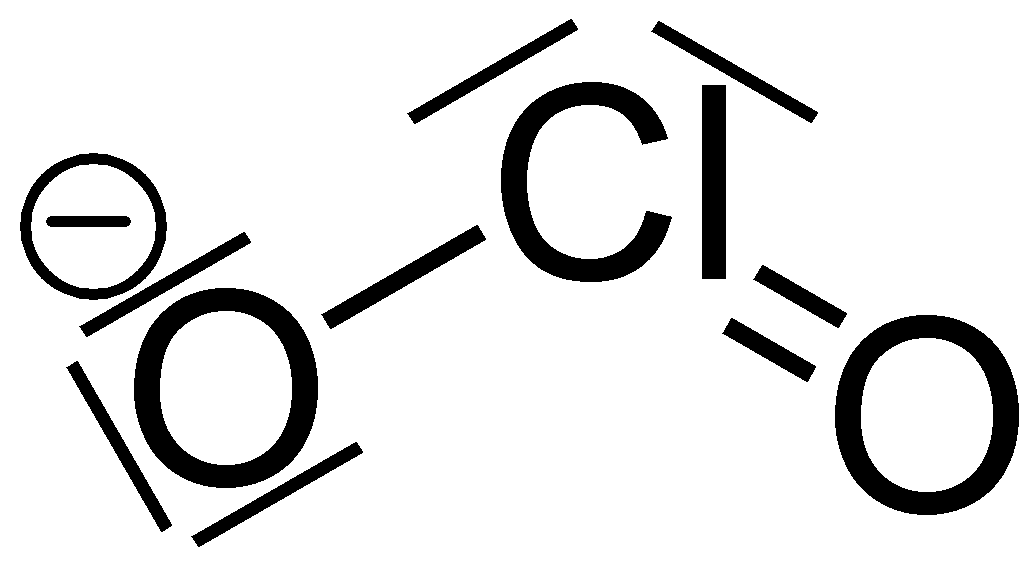
Estructura del Ion Clorito

El ácido libre, ácido cloroso, HClO2, solo es estable a bajas concentraciones. Dado que no se puede concentrar, no es un producto comercial. Sin embargo, la sal de sodio correspondiente, clorito de sodio, NaClO2 es estable y barato como para ser comercialmente disponibles. Las correspondientes sales de metales pesados (Ag+, Hg+, Tl+, Pb2+, y también de Cu2+ y NH4+) una descomposición explosiva con calor o shock.
Clorito de sodio se deriva indirectamente de clorato de sodio, NaClO3. En primer lugar, el explosivo inestable dióxido de cloro gas, ClO2 es producida por la reducción de clorato sódico en una solución de ácido fuerte con un agente reductor adecuado (por ejemplo, cloruro de sodio, dióxido de azufre, o ácido clorhídrico). 
H2SO4(aq) + NaClO3(s) → NaHSO4(aq) + HClO3(aq)

HClO3(aq) → 2ClO2(g) + HClO4(aq) + H2O(l)

(Otras vías para la preparación de dióxido de cloro están disponibles dependiendo de la sal inicial).
El dióxido de cloro es absorbido en una solución alcalina y se reduce con el peróxido de hidrógeno, H2O2 en la obtención del clorito de sodio (NaClO2). (Sodio, Na+, los iones espectador no se muestran en las siguientes ecuaciones).
2ClO2(g) + 2OH- → ClO2-(aq) + ClO3-(aq) + H2O(l)

ClO3-(aq) + H2O2(l) → ClO2-(aq) + H2O(l) + O2(g)

## Uso
La principal aplicación de clorito de sodio es la generación de dióxido de cloro para el blanqueo y el desmantelamiento de los textiles, pulpa, y papel. También se utiliza para la desinfección en algunas plantas municipales de tratamiento de agua después de la conversión a dióxido de cloro. Una ventaja de esta aplicación, en comparación con el cloro más comúnmente utilizados, es que los trihalometanos no son producidos por contaminantes orgánicos. En la Unión Europea, sin embargo, el uso de clorito de sodio se ha eliminado desde 24-10-2009 para su uso como ciertos tipos de biocidas: Tipo de producto (PT) 2: Espacio privado y desinfectantes área de la salud pública y otros biocidas, PT 3: Productos biocidas para la higiene veterinaria, PT 4: Los alimentos y piensos desinfectantes zona y PT 5: Desinfectantes para agua potable. Desde 2006, septiembre, es de aplicación como molusquicida (PT 16) están igualmente prohibidas.
Clorito de sodio, NaClO2 también se encuentra el uso como componente de la solución de limpieza de lentes de contacto en el marco del purite, nombre comercial.

## Seguridad
Información relacionada con la salud: véase clorito de sodio.
Al igual que muchos oxidantes, el clorito de sodio, debe ser protegido de la contaminación accidental de materiales orgánicos para evitar la formación de una mezcla explosiva.